# 比利時體育
體育在比利時社會中扮演重要角色。2010年，比利時有大約17000個體育俱樂部，有135萬人的體育俱樂部會員，佔比利時總人口的13%。比利時流行的運動有足球、自行車、網球、乒乓球、田徑、游泳、籃球、羽毛球、柔道、曲棍球、賽車、排球和跑步。比利時是1920年安特衛普奧運會的主辦國，也是1972年足球歐錦賽和2000年足球歐錦賽的舉辦地。比利時國家足球隊成立於1895年，是FIFA1904年創建時的創始成員國之一，曾在1986年獲得世界杯足球賽第四名，1980年獲得歐洲足球錦標賽第二名。